# Signe Kivi

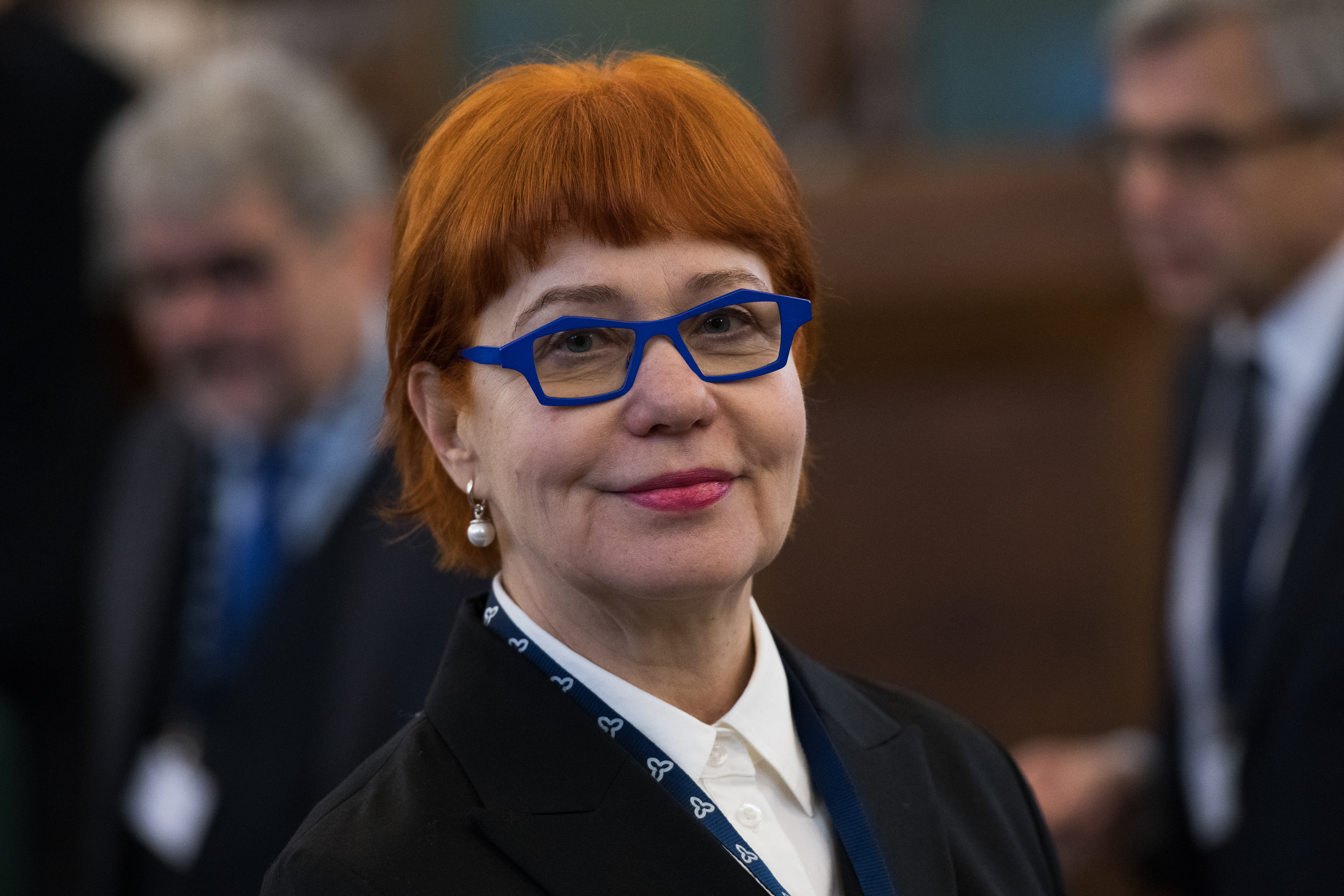
Signe Kivi

Signe Kivi (nascida em 24 de fevereiro de 1957, em Tallinn ) é uma artista têxtil e política estoniana. Ela foi membro do IX, X e XIV Riigikogu . Entre 1999 e 2002 foi Ministra da Cultura.
Em 1980 formou-se na Academia de Artes da Estónia na especialidade de design têxtil.
De 1985 a 1991 foi uma artista na fábrica de arte Ars. Desde 1988 é conferencista (e desde 1997 professora) na Academia de Artes da Estónia. Entre 2005 e 2015 foi reitora da Academia de Artes da Estónia, e de 2017 a 2019 foi directora do Museu de Arte de Tartu.
Entre 1998 e 2006 e novamente desde 2014, é membro do Partido Reformista da Estónia.